# Эйберс, Элизабет
Элизабет Франсуаза Эйберс (африк. Elisabeth Françoise Eybers; 26 февраля 1915, Клерксдорп — 1 декабря 2007, Амстердам) — южноафриканская поэтесса, переводчик. Писала на африкаанс, переводила некоторые свои стихи на английский.

## Биография
Выросла в городе Швейцер-Ренеке, где её отец был священником Голландской реформатской церкви. С отличием окончила Университет Витватерсранда, получив степень бакалавра искусств. Работала журналистом. Первая книга её стихов вышла в 1936 году.
Голландия
В 1937 года вышла замуж за Альберта Вессельса. Муж в молодости опубликовал несколько книг-повестей, однако получил гораздо большую известность как успешный бизнесмен, основавший и возглавивший в 1960-е гг. южноафриканский филиал компании Toyota. В браке родилось 3 дочерей и сын.
В 1961 году развелась и переехала в Амстердам, где вскоре познакомилась с экономистом Питером Хеннипманом. В 1973 (или 1974) году официально вышла за него замуж и жила с ним до своей кончины. Несмотря на развод, бывший муж продолжал финансировать фонд её имени для поддержки поэтов.
Была похоронена на кладбище Зоргвлид.

## Признание
Стихи Эйберс переведены на английский, французский, немецкий, итальянский, иврит. Она — двукратный лауреат крупнейшей южноафриканской премии Херцога (1934, 1971), нидерландских премий Константейна Хёйгенса (1978), П. К. Хофта (1991) и др. Почетный доктор Витватерсрандского университета. На её стихи писал музыку Кромвелл Эверсон.

## Творчество
Автор религиозной и интимной лирики. Использовала классические формы рифмованного стиха, в том числе — сонет.

## Произведения
- Belydenis in die Skemering/ Исповедь в сумерках (1936).
- Die Stil Avontuur/ Беззвучное приключение (1939)
- Die Vrou en ander verse/ Женщина и другие стихи (1945)
- Die Ander Dors/ Иная жажда (1946)
- Tussensang/ Интерлюдия (1950)
- Helder Halfjaar/ Погожие полгода (1956)
- Versamelde Gedigte/ Собрание стихотворений (1957)
- Neerslag/ Осадок (1958)
- Balans/ Баланс (1962)
- Onderdak/ Под крышей (1965)
- Kruis of Munt/ Голова или хвост (1973)
- Tydverdryf/ Времяпрепровождение (1996)
- Verbruikersverse/ Стихи на потребу (1997)
- Winter-surplus/ Надбавка зимы (1999)
- Valreep/ Стременная чаша (2005)

## Публикации на русском языке
- Два стихотворения в пер. Феликса Бурташова и Евг. Витковского